# Pladasa

Mapa de algunas de las ciudades griegas de Caria y de algunas islas del Dodecaneso, donde se aprecia la probable ubicación de Pladasa, al oeste de Idima.

Pladasa fue una antigua ciudad de Caria. 
Perteneció a la Liga de Delos puesto que aparece mencionada en los registros de tributos a Atenas en los años 448/7 y 440/39 a. C. donde pagaba un phoros de 2000 dracmas.
Aparece mencionada en un tratado entre Milasa y Cindie del año 354/3 a. C. De este decreto también se desprende que en la ciudad abundaba la población autóctona de Anatolia y es discutible hasta qué punto la ciudad perteneció al mundo griego. También se cita en un decreto de proxenía de 319/8 a. C.
Se discute si los pladaseos formaban la población de una única ciudad o si habitaban un territorio más amplio. Pladasa suele localizarse en la actual Çandüsüren.